# 釧路市役所

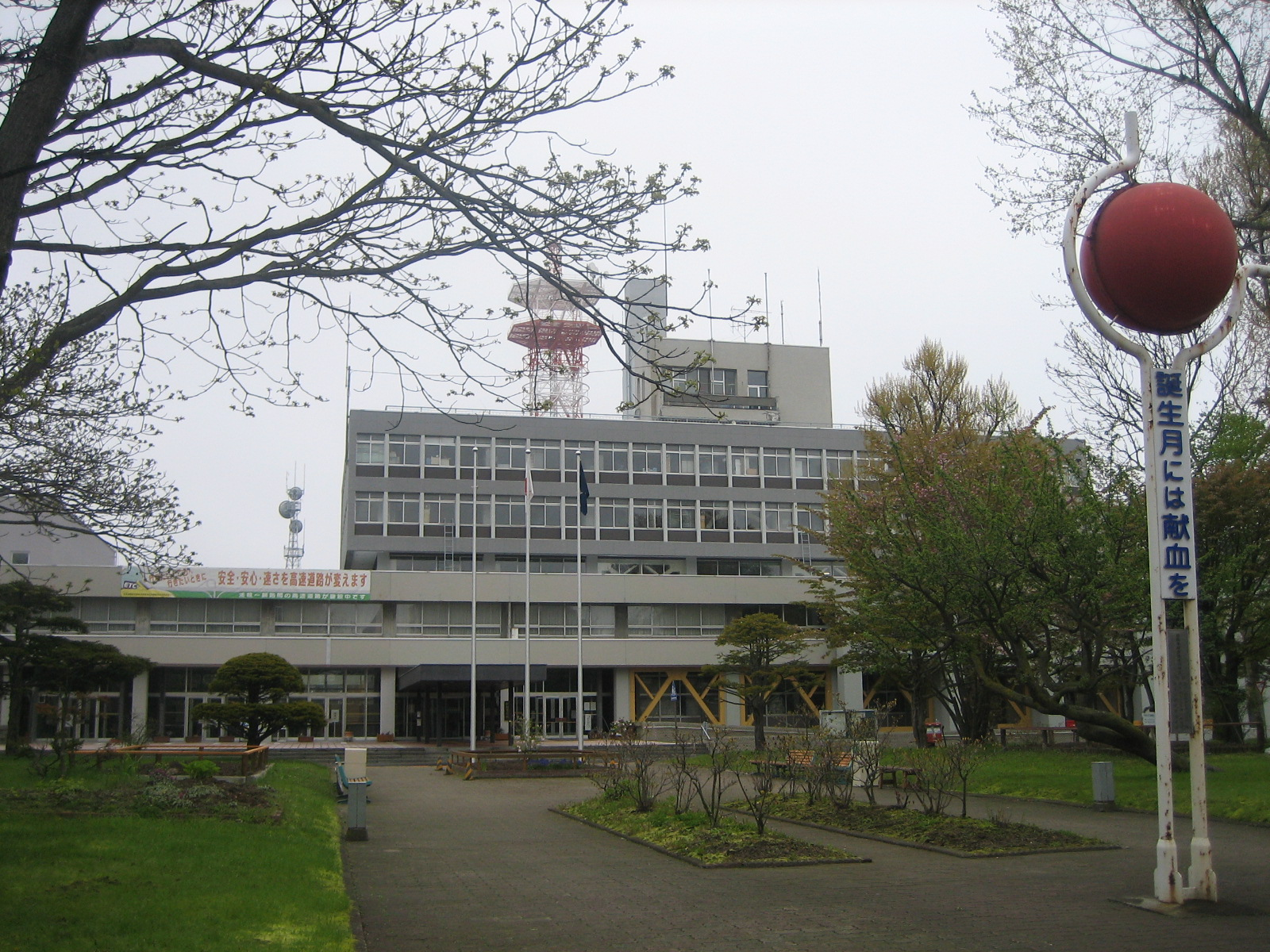
釧路市役所本庁舎（2010年6月）

釧路市役所（くしろしやくしょ）は、日本の地方公共団体である釧路市の組織が入る施設（役所）である。

## 所在地
- 〒085-8505
- 住所：北海道釧路市黒金町7丁目5番地

## アクセス
- JR釧路駅徒歩8分。

## 庁舎
| 階  | 本庁舎 |
| --- | --- |
| 5F  | 【都市整備部】建築課、住宅課、公園緑地課、建築指導課 【総合政策部】都市計画課、都市部まちづくり推進室 釧路市役所労働組合、住宅公社                                                                                                |
| 4F  | 【産業振興部】農林課、農業委員会、商業労政課、産業推進室、観光振興室 【都市整備部】道路河川課 【選挙管理委員会】事務局 市友会 |
| 3F  | 【総合政策部】都市経営課 【財政部】財政課、市有財産対策室 【総務部】契約管理課 |
| 2F  | 【総合政策部】秘書課、市民協働推進課、市長室、副市長室 【総務部】総務課、職員課、行財政改革推進室 【市民環境部】市民生活課 【釧路市議会】議会事務局、各派議員控室、正副議長室、議場 【福利厚生】福利厚生会 連合町内会、消費者協会 |
| 1F  | 【財政部】資産税課、市民税課、納税課 【市民環境部】環境保全課 【福祉部】生活福祉事務所 【会計室】会計室 総合案内、警備室、指定金融機関                                                                                            |
| B1F | 印刷室、公用車駐車場、食堂、売店、理容室、喫茶店 |
| 階  | 防災庁舎 |
| 5F  | 【総務部】防災危機管理課 会議室A・B（避難所A・B） |
| 4F  | 【こども保健部】健康推進課 【総務部】情報システム課 健康推進課ホール（避難所C） |
| 3F  | 【福祉部】地域福祉課、障がい福祉課、介護高齢課 【こども保健部】こども育成課 |
| MF  | 免振装置設置階 |
| 2F  | 【市民環境部】戸籍住民課 【こども保健部】国民健康保険課、医療年金課、こども支援課 |
| 1F  | |
| 階  | 釧路フィッシャーマンズワーフMOO内 |
| 4F  | 教育委員会 【学校教育部】総務課、学校教育課、教育支援課 【生涯学習部】生涯学習課、スポーツ課 |
|     | 上下水道部庁舎（南大通ビル） |
| 2F  | 【上下水道部】総務課、経営企画課、サービス課、水道整備課 お客様サービスセンター |

## 行政センター・支所
- 行政センター
  - 阿寒町行政センター - 釧路市阿寒町中央1丁目4番1号
  - 音別町行政センター - 釧路市音別町中園1丁目134番地
- 支所
  - 鳥取支所　   - 釧路市住之江町6番25号
  - 鳥取支所分室- 釧路市愛国191番地5511 釧路市中部地区コミュニティーセンター（コアかがやき）内
  - 春採支所      - 釧路市武佐1丁目3番4号
  - 桜ケ岡支所   - 釧路市桜ケ岡4丁目3番28号
  - 大楽毛支所   - 釧路市大楽毛5丁目1番22号

なお、2023年（令和5年）3月末で春採支所、桜ケ岡支所、大楽毛支所及び鳥取支所分室は廃止、鳥取支所については収納業務が廃止となる。